# Vương Nguyên (Đông Hán)
Vương Nguyên (chữ Hán: 王元, ? - ?), tên tự là Huệ Mạnh hay Du Ông, người Trường Lăng, quận Kinh Triệu, là tướng lãnh các lực lượng quân phiệt của Ngôi Hiêu ở Lũng và Công Tôn Thuật ở Thục cuối đời Tân, đầu đời Đông Hán.

## Phụng sự Ngôi Hiêu
Năm Kiến Vũ đầu tiên (25), Ngôi Hiêu ly khai chính quyền Canh Thủy, tái chiếm Lũng Hữu, sĩ đại phu vùng Tam Phụ (Kinh Triệu, Tả Phùng Dực, Hữu Phù Phong) tránh chiến loạn tìm đến, Nguyên cũng là một trong số đó, được nhiệm mệnh làm Đại tướng quân.
Năm thứ 5 (29), sứ giả của Hán Quang Vũ đế là Lai Hấp đến gặp Ngôi Hiêu khuyên hàng, Hiêu thấy Lưu Vĩnh, Bành Sủng thất bại, bèn phái con trai là Tuân đến Lạc Dương làm con tin. Nguyên khuyên Hiêu rằng: "Xưa Canh Thủy đế định đô ở Trường An, tứ phương hưởng ứng, thiên hạ trông ngóng, mà vẫn không thể thái bình. Một mai (Quang Vũ đế) thất bại, đại vương sẽ bị liên lụy. Nay nam có Tử Dương, bắc có Văn Bá, đất đai rộng lớn, vương công mười mấy người, mà lại nghe theo lời kẻ nho sanh, bỏ qua thời cơ trời ban, nương nhờ nước lớn, để cầu vẹn toàn, ấy là đạp lên vết xe thất bại cũ, kế này không nên theo vậy. Nay Thiên Thủy giàu có, binh mã hùng mạnh, bắc thu Tây Hà, Thượng Quận, đông thu vùng Tam Phụ, lấy hết nước Tần ngày xưa, gồm cả sông núi. Nguyên xin đem một hòn đất vì đại vương mà đi về phía đông bịt kín Hàm Cốc quan (ý nói Hàm Cốc quan hiểm trở, rất dễ phòng thủ), ấy là một lúc mà được muôn đời. Nếu kế này không thi hành, thì cứ nuôi quân chăm ngựa, chiếm ải tự giữ, thêm một thời gian nữa, chờ xem tứ phương thay đổi, không làm được vương, tệ nhất cũng làm được bá. Xét ra, cá không ra khỏi vực (chỉ Hiêu), rồng thần thất thế (chỉ Quang Vũ đế), đều trở lại làm con giun như nhau cả." Hiêu thấy lời này hợp ý mình, bèn một mặt phái con tin đi, một mặt nắm quân tự giữ.
Năm thứ 2 (26), Ngôi Hiêu thoái thác yêu cầu hợp quân chinh phạt Công Tôn Thuật ở Thục của Quang Vũ đế, sứ Hán là Lai Hấp mưu sát Hiêu thất bại, Nguyên đề nghị giết Hấp, nhưng bị bọn Vương Tuân ngăn cản. Ông nhận lệnh coi giữ Lũng Chì , chặt cây lấp đường, ngăn trở quân Hán. Nguyên giao chiến với tướng Hán là Sái Tuân, thất bại, chạy đến Tân Quan. Các cánh quân của Ngôi Hiêu cùng các cánh quân Hán hội họp giao chiến, quân Hán thua chạy. Nguyên và Hành Tuần đem 2 vạn bộ kỵ thừa thắng, chia nhau tiến đánh Tuần Ấp, huyện Khiên . Ông lại bị Sái Tuân đánh bại ở huyện Khiên.
Năm thứ 8 (32), Ngôi Hiêu đưa quân giành lại Lược Dương đã bị Lai Hấp chiếm mất, còn Nguyên giữ Lũng Chì. Sau nhiều tháng không hạ được thành, quân Hán đến cứu, Hiêu thua chạy về Tây Thành  và bị vây khốn. Ông chạy sang gặp Công Tôn Thuật cầu cứu, được cho mượn 5000 quân, đẩy lui quân Hán.

## Phụng sự Công Tôn thuật
Mùa xuân năm thứ 9 (33), Hiêu mất. Nguyên cùng bọn Chu Tông đưa con nhỏ của ông ta là Thuần lên kế thừa vương vị. Năm sau (34), quân Hán tiến đánh, bọn Chu Tông đưa Thuần ra hàng, ông chạy sang với Công Tôn Thuật, được làm Tướng quân, cùng Lãnh quân Hoàn An coi giữ Hà Trì .
Năm thứ 11 (35), Nguyên, An giao chiến với Lai Hấp, Công Tôn Thuật phái thích khách giết được Hấp. Ông nhận lệnh đi theo bọn Duyên Sầm chống lại quân Hán. Sầm bị tướng Hán là Tang Cung đánh bại ở sông Thẩm. Sầm bỏ trốn về Thành Đô, Nguyên đầu hàng ở hương Bình Dương.

## Quy hàng nhà Hán
Ban đầu, Nguyên được nhiệm chức Thượng Thái lệnh, chuyển làm Đông Bình tướng. Về sau ông bị bắt giam về tội khai báo ruộng đất không thật, rồi chết ở trong ngục.